# Donald Edwards
Donald Edwards (* um 1965) ist ein US-amerikanischer Jazzmusiker (Schlagzeug, Komposition) des Modern Jazz.

## Leben und Wirken
Donald Edwards begann ab 1987 als professioneller Musiker zu arbeiten; 1990 entstanden in Texas erste Aufnahmen mit  Tom Morrell And The Timewarp Tophands. In den folgenden Jahren, zunächst meist in der Musikszene von New Orleans, später in New York tätig, spielte Edwards mit Freddie Hubbard, Tom Harrell, Donald Harrison, Jesse Davis, Kurt Elling, Ralph Bowen, Branford Marsalis, Ellis Marsalis, Henry Butler, Orrin Evans, Joey Calderazzo, Wynton Marsalis, der Mingus Big Band, Mingus Daynasty & Orchestra, Charlie Hunter, Russell Malone, Dave Holland, Conrad Herwig, Alvin Batiste, Alex Sipiagin, Seamus Blake, Marcus Printup, Joe Locke, George Colligan, Mark Whitfield, Diane Schuur und Misha Tsiganov. 1994 gewann er den Louisiana Arts Ambassador’s Award in der Kategorie Komposition.
Unter eigenem Namen legte Edwards bislang vier Alben vor, In the Vernacular” (1994), Ducktones (Zoot-T), Evolution of an Influenced Mind (Criss Cross Jazz, 2014) und Prelude to Real Life (Criss Cross, 2016). Im Bereich des Jazz war er zwischen 1990 und 2015 an 79 Aufnahmesessions beteiligt. Edwards gehört um 2020 auch dem Abraham Burton Quartet an.  Zu hören ist er auch auf Brian Lynchs Album Songbook Vol. 1: Bus Stop Serenade (2021) und auf The Charles Mingus Centennial Sessions der Mingus Big Band (2022).

## Diskographische Hinweise
- In The Vernacular (1998), mit Nicholas Payton, Wessell Anderson, Brice Winston, Roland Guerin, Mark Whitfield, Peter Martin
- Evolution of an Influenced Mind (Criss Cross Jazz, 2014), mit Walter Smith III, Eric Revis, David Gilmore, Orrin Evans
- Prelude to Real Life (Criss Cross Jazz, 2016), mit Luques Curtis, David Gilmore, Orrin Evans, Walter Smith III, Antoine Drye, Vivian Sessoms